# Daniel Ahonen
Daniel Markku Christian P Ahonen Örn, född 18 april 1991, är en svensk före detta fotbollsspelare och senare tränare. Han har tidigare spelat för bland annat IK Sirius i Superettan och Östers IF i Division 1 Södra.
Ahonen beskrivs som en passningsskicklig och smart fotbollsspelare. Ahonen är även stark i duellspelet.

## Karriär
Redan som 12-åring debuterade Daniel Ahonen i Bodabruk GoIF:s herrlag (div 6) och året efter i Lindås BK där Kalmar FF fick upp ögonen för honom. Efter Kalmar FF och några år som lagkapten för deras tipselit blev det Lindsdals IF innan flyttlasset gick till Norrbotten och IFK Luleå där han öste in mål. I december 2013 värvades Ahonen av danska Silkeborg IF.
I juni 2013 värvades Ahonen av IK Sirius, som han skrev på ett treårskontrakt för. Den 28 juli 2016 presenterade Östers IF Ahonen som nyförvärv. Inför säsongen 2017 skrev Ahonen på för IK Oddevold. I november 2017 förlängde han sitt kontrakt med två år.
I januari 2019 blev Ahonen klar som spelande tränare i Lindås-Långasjö FF. Han spelade 10 matcher och gjorde fyra mål i Division 4 under säsongen 2019. Efter tre säsongen som tränare i Lindås-Långasjö meddelade Ahonen att han skulle lämna klubben efter säsongen 2021. I december 2021 blev han klar som assisterande tränare i division 1-klubben Oskarshamns AIK. I augusti 2022 lämnade Ahonen sin tränarroll av familjeskäl. Under våren 2023 blev Ahonen klar som ledare för Kalmar FF P16.